# House'llelujah
«House'llelujah» — пісня 2010 року бельгійського співака Stromae, випущена 17 травня 2010 року як промо-сингл для його альбому Cheese, до якого вона була включена. Пісня потрапила лише в чарти Бельгії. «House'llelujah» походить від «Hallelujah». Він виконав пісню наживо в The Dome 55 у Ганновері, Німеччина, 27 серпня 2010 року.

## Музичне відео
Офіційне музичне відео на пісню було завантажено на YouTube 15 вересня 2010 року. Відео показує Stromae як священика релігії, заснованої на хаус-музиці. Громадяни спостерігають за його співом на великому екрані, спочатку стоячи на місці, а потім починаючи співати й танцювати.

## Персонал
Головний вокал
- Stromae

Виробництво
- Mosaert - продюсер

## Список треків
1. House'llelujah (3:59)

## Чарти
| Чарт (2010)                 | Найвища позиція |
| --------------------------- | --------------- |
| Бельгія (Ultratip Flanders) | 30              |
| Бельгія (Ultratop Wallonia) | 22              |
| Польща (Dance Top 50)       |                 |